# アイドルマスター XENOGLOSSIA
『アイドルマスター XENOGLOSSIA』（アイドルマスター ゼノグラシア）は、サンライズ制作による日本のロボットアニメ。テレビアニメとして2007年4月から同年9月にかけてテレビ神奈川・関西テレビほかで全26話が放送された。
バンダイナムコゲームスのアーケードゲーム『THE IDOLM@STER』を「原案」としており、同作のメディアミックス企画「PROJECT IM@S」の一環として制作された作品であるが、設定やストーリーはゲームと全く異なる。キャッチコピーは「あなたのアイドルになりたい…」。

## 概要
原案であるアイドル育成ゲームから路線を大きく転換し、スター・システム的に登場人物を踏襲しつつも、独自の設定とストーリーを描いた作品。月が崩壊した未来の地球を舞台に、「iDOL」（アイドル）と呼ばれる隕石除去ロボットを操縦する少女（アイドルマスター）たちの姿を描く。テレビアニメの本放送と同時に、@niftyにて本編のインターネット配信も行われた。またアニメ放送と平行して漫画版と小説版がそれぞれ『月刊コンプエース』と『キャラの!』にて連載された。
バンダイナムコグループの統合発足後、『舞-HiME』シリーズを手掛ける旧バンダイ傘下のサンライズ第8スタジオが初めて手掛けたナムコ作品のオリジナルアニメである。製作には『舞-HiME』『舞-乙HiME』の各話演出・作画監督などを務めた制作スタッフが参加し、コンセプトは「アイドルマスターのキャラでの『舞-HiME』」とされている。本作に用いられているスター・システム、すなわちキャラクターを役者に見立て、舞台の異なる作品で異なる役回りを演じさせるという手法は、『舞-乙HiME』から本作へと導入された要素である。
タイトルの「XENOGLOSSIA（ゼノグラシア）」の意味は、本作のプロデューサーを務めた古里尚丈によれば、妖精や精霊、または超自然的な存在の言葉を理解する巫女を指すものであるとされ、公式ウェブサイト上では「ゼノグラシア＝妖精」との注釈が明記されている。ただし本来“xenoglossia”とは「真性異言」と訳され、「習ったことがないはずの言語を話す現象」を指す。
本作と同じく『THE IDOLM@STER』を原作とするテレビアニメとしては、A-1 Pictures制作でTBS系にて放送された2011年の『THE IDOLM@STER』や、同A-1 Pictures制作で一部の独立局を中心に放送された2015年の『アイドルマスター シンデレラガールズ』などがあるが、これらは原作ゲーム版に沿った世界を再現した内容となっており、原案ゲームのスター・システム作品である本作とは主要登場人物の名前を共有しつつも、設定やストーリーに全く繋がりのない内容となっている。

## 原案ゲームとの関係
本作には原案となるゲームとは「別物」とも形容される、大胆なアレンジが施されており、ゲーム版とはかけ離れた世界設定が構築されている。こうした変更はプロデューサーの古里尚丈によれば、原案ゲームの双方向性やストーリー分岐の要素はアニメでは再現できないため、忠実にアニメ化したのではオリジナルの魅力に並ぶことはできず、同じ土俵に立てないであろうという判断があったといい、悩んだ末にアニメ化の依頼を「原案ゲームのキャラクターを使用しての『舞-HiME』の製作」であると好意的に解釈して考え、原案ゲームをスター・システム的な方向性で用いることを決めた結果であるとされる。

### 原案ゲームとの共通点
原案ゲームの登場人物である10人のアイドル（天海春香、萩原雪歩、水瀬伊織、菊地真、双海亜美、双海真美、三浦あずさ、秋月律子、如月千早、高槻やよい）をモチーフにした登場人物が、原案ゲームの名前を踏襲して登場する。また登場人物のプロフィールのうち、誕生日の設定については原案ゲームを踏襲している。中心舞台も原案ゲームと同じく、日本の東京都心部に設定されている。
なお、本作の登場人物はシリーズ第1作のアーケード版に準拠しているため、Xbox 360版以降の作品から登場するキャラクターは本作では登場しない。アーケード版ではゲーム本編に登場していない音無小鳥も本作では登場しない。

### 原案ゲームとの主な相違
世界設定の違い
現代日本の芸能界を舞台としていた原案ゲームと異なり、本作では地球圏規模の大災厄から復興した後の世界を舞台として、巨大ロボット同士のバトルを描いている。
アイドルの解釈の違い
本作品では「アイドル」という単語を芸能人としてのアイドルではなく、固有名称としてアイドル（iDOL・隕石除去人型重機）というロボットとして解釈している。ただし純粋な芸能人（すなわち本来的な意味での「アイドル」）である高槻やよいの存在や、作品の中盤以降で主人公・天海春香がアイドル（＝芸能人）として芸能活動も展開することから、「idol」と「アイドル」の二つの意味で「アイドル」という言葉を使っている。これは「idol」という単語が「偶像」の意味も持つことに引っ掛けたダブル・ミーニングである。
「アイドルマスター」の解釈の違い
ゲーム版ではプロデューサーの最高称号であったアイドルマスターだが、上記のアイドル（iDOL）の操縦者（master）という意味で使われている。
声優・設定の違い
ゲーム版とキャラクター名は同一であるが、担当声優が異なり、また容姿をはじめとした外見、身長や年齢などといった設定も多少変更されている。
声優の相違について、原案ゲーム版で天海春香を演じた中村繪里子は本作放送終了後のインタビューで「（『XENOGLOSSIA』の）春香が自分じゃなくてよかったと思うようになった」と述べている。中村は本作の春香に原案ゲームの春香とは違うという印象を持ち、もし自分が『XENOGLOSSIA』の春香も演じていたらそれはまた違う春香となることから、それまでの春香を否定することとなると言い、またゲームとアニメの演じ分けにより、それまでの春香を知るユーザーが戸惑っただろうと述べている。一方『XENOGLOSSIA』で春香を演じた井口裕香にとっては自身の初主演作であり、特別な思い入れのある作品としてその後も自身のラジオ井口裕香のむ〜〜〜ん ⊂（　＾ω＾）⊃などで事あるごとにこの作品に触れている。
内容は本作制作のサンライズが「自由にやっていい」というものだったとされ、それについて原案ゲーム版開発スタッフの石原章弘（ディレクター・監修担当）は、「基本的に僕らは設定に極端なこだわりを持っていないんですよ」と前置きし、身長や体重などのベースの設定を変えるつもりはないと発言しつつも、CDやラジオといった媒体で新たに出てきた部分も付け足してファンの共有できる楽しさを増やしたいとし、『XENOGLOSSIA』で生み出された良い部分も吸収していきたかったと述べている。方向性自体については「全然アリ」としている。

## 物語
突如として発生した月の崩壊「ロストアルテミス」により、地球は甚大な被害を被った。それから100余年が経過した復興暦107年においても、地球は日夜隕石落下の脅威に晒されていた。世界各国が隕石を核ミサイルで迎撃する中、非核三原則によって大量破壊兵器を保有していない日本では、ロストアルテミス後に発見された地球外物質をコアとする、それ自身が意思を持った巨大ロボット「iDOL（アイドル）」が隕石除去のために活躍していた。
東北地方の内陸部にある竹取町で開催された芸能オーディション「アイドルマスター・プロジェクト」に合格した天海春香は、東京への旅路で同じくアイドルマスター・プロジェクトに合格したという萩原雪歩と出会い親しくなる。東京にたどり着いた2人であったが、そこで彼女らはiDOLを巡って敵対する組織であるモンデンキントとトゥリアビータの戦闘に巻き込まれてしまう。自律的に起動したモンデンキントのiDOL「インベル」に窮地を救われ、モンデンキントに保護された春香は、そこでオーディションが芸能人ではなく、iDOLの操縦者である「アイドルマスター」を探すためのものであったことを明かされ呆気にとられる。しかし先の戦闘で自分を助けてくれたインベルと格納庫で再会した春香は、逡巡の末にアイドルマスターとなることを決意する。
春香は同じアイドルマスター課に入った雪歩や、先輩アイドルマスターの水瀬伊織・菊地真らとともに、ライバル意識やiDOLに対する考え方の違いによるすれ違い、そして友情を経験しつつも、アイドルマスターとしての任務をこなしていく。一方で春香は、iDOLの奪取を狙ってモンデンキントに挑んでくるトゥリアビータとの戦いにも巻き込まれていく。戦闘の中で春香はインベルに人間のような心があることを確信するようになり、恋人同士の絆のようなもので結ばれていくが、そんな春香は任務の途中で偶然にも、トゥリアビータに所属するiDOL「ヌービアム」のアイドルマスター・如月千早と遭遇する。かつてモンデンキントに所属しインベルのマスターであった過去を持つ千早は、インベルに対して狂気じみた愛情や執着心を抱いており、春香は千早からの激しい嫉妬の感情を向けられることになる。
一方、過去の経緯からiDOLが心を持つことに対して否定的な感情を抱いていた真は、周囲との不和が高じてモンデンキントを脱退し、トゥリアビータへと移籍してしまう。伊織はアイドルマスターの座を巡って競合していた真が去ったことを機に、乗機のiDOL「ネーブラ」と絆を深めていく。その頃インベルと千早の過去を気にしていた春香は、東京で芸能人をしている幼馴染の高槻やよいに相談を持ちかけたことをきっかけに、当初の上京目的だった芸能生活に足を踏み入れるが、このことはインベルとの間に溝を作る結果となってしまう。そして、実はトゥリアビータのスパイであった雪歩は水面下で事態の悪化を画策していた。雪歩は春香と築いた友情に後ろ髪を引かれつつも、幼い頃から慕っていた千早のためにモンデンキントを裏切り、春香からインベルを奪取する。インベルを奪われ親友として信頼していた雪歩にも裏切られた春香は、完全に自分を見失い、自室に閉じこもってしまう
iDOLを用いた人類進化を目論むトゥリアビータは、インベルを含む3体のiDOLを獲得したことで本格的に決起する。「アウリン」と呼ばれる存在を解放させるという、世界滅亡のリスクを抱えたその行為を前にして、モンデンキントでは対応を巡り、本部と日本支部の間で内紛が発生する。しかし立ち直った春香の奮起もあり、最終的にトゥリアビータとの徹底抗戦を是とする日本支部側が主導権を得たことで、双方の戦力を総動員した対決が東京上空において展開される。千早・雪歩・真らを相手に伊織のネーブラが奮戦する一方、春香は命懸けでインベルに愛を告白し、千早からインベルを奪還する。劣勢に転じたトゥリアビータが追い詰められ、様々な思惑を持った黒幕たちが抗争を繰り広げる中、インベルを奪われた千早は、インベルを誘い出して心身を強制的に融合させるという命懸けの策略を独断で進める。雪歩は千早を支援するためヌービアムに搭乗して戦いつつ、真実の愛のありかたを巡って春香と論争を繰り広げるが、千早がインベルに拒絶されて自滅し落命するのを目撃し戦意を喪失する。過去のわだかまりを解消した真もトゥリアビータを離反し伊織と共闘する。ヌービアムは春香と雪歩を庇う形でモンデンキント本部の衛星兵器「ウルトゥリウス」によって破壊される。
戦いの結果、かねてより危惧されていたアウリンの解放が発生してしまうが、iDOLたちは自己犠牲により人類を救う意思を示し、苦渋の決断の末に、春香、伊織、真はその決断を是としてiDOLを支援する。最後のミッションを前に、春香は今まで自分の仕事を伏せていたやよいに対し、インベルを自分の交際相手として紹介する。春香とインベルは互いの愛を確かめ合うが、最後に共に犠牲になろうとした春香をインベルは地球へ送り返した。最終的にアウリンの脅威とすべてのiDOLは消失し、隕石落下の脅威も無くなったことでモンデンキントも解散となる。春香ら生き残ったモンデンキント関係者がそれぞれの未来へと歩き出したところで、物語は幕を下ろす。

## 舞台設定
本作は「ロストアルテミス」と呼ばれる月の崩壊によって地球規模の大災害が発生してから百数年後の地球を舞台としており、ロストアルテミスを紀元とする復興暦が物語の時間軸を構成する（復興暦元年が西暦何年に当たるのかは不明）。この時代、大小さまざまな月の破片はオービタルリングとして地球を周回しており（劇中では「コンペイトウ」と称される）、あるものは引力により地上に飛来する。それら隕石の中でも、放置すれば災害を起こす大きさの飛翔物（これらは「ドロップ」と呼称される）を破壊する必要があるが、その活動は国連組織管理下により各国持ち回りで行われる。日本以外の国々は例外なく核弾頭による破壊を行うものの、主人公・天海春香たちが所属する「アイドルチーム」は「iDOL」（アイドル）と呼ばれる隕石除去ロボットを使用する。
iDOL（アイドル）はもともと、月の隕石から発見された特殊シリコン構造体（莫大なエネルギーを内包するため、動力源として着目された）を中心に人間がコアを形成し、さらにその周囲に隕石破壊という、人間の目的に沿った装備を施し、ロボットの外見に仕立てたものである。この機体は大気圏外での作戦遂行、高速飛来する大質量隕石を破壊するために「慣性制御」と呼ばれる技術を駆使して活動する。一方、この特殊シリコン構造体は何らかの人格を持っているのではないかと推測されているが、実証されていない。そうした推測を生む理由は、iDOLを操縦できるのが「iDOLそのものによって選ばれた」女性パイロット（すなわちiDOLのマスター）だけであり、ゆえにiDOLが搭乗者を恣意的に選択しているとの印象を与えていることによる。
物語は当初復興中の地球とそれを陰でささえるiDOLマスターたちの活躍を中心に展開するが、その後はiDOL同士の戦闘、さらには地球の破滅の危機へとストーリーが進んでゆく。

### 一般市民の日常
前述の通り、「ロストアルテミス」の災害から百数年が経過した、いわゆる“仮想の未来”における物語だが、テクノロジーの発展こそあれど一般市民の生活スタイルは20世紀末から21世紀極初期からほとんど進化していない。本作の時代における都市部は「ロストアルテミス」による破壊から復興した状態であり、物語の中心舞台である東京においても、近代以降、特に戦後期以降の埋立部は海没した状態で、一部では半壊した建造物がそのまま放置されている（築地地区は海岸線に面しており、戦後の埋立地（いわゆる「夢の島」）である晴海・新豊洲地区は存在していない）。交通インフラも現在と変わらず鉄道と自動車が主体となっている。新幹線は車両こそ新型になっているものの軌道は鉄輪式のままであり、在来線に至っては国鉄キハ58系気動車が現役で定期列車に使用されている。また、津軽鉄道のストーブ列車もそのまま運行され続けている模様。
「コンペイトウ」のオービタルリングの一部が太陽光や地球の大気との干渉によって電磁波を発生させており、このため電離層による反射のないVHF以上の電波通信は天候によって強い障害を受けることが度々発生する。このため、携帯電話は代わらず普及しているものの、通信障害発生時に端末を有線接続にするラインスタンドが都市のいたるところに設置されている。HF以下の電離層反射を受ける周波数帯は影響が少ないのか、AMラジオ放送は続けられている。テレビの存在は劇中で確認できるが、現在のVHF・UHFテレビ放送受信用のアンテナの存在が確認できないため、ケーブルテレビ・インターネットによるオンデマンド放送といった有線通信か、あるいは商用テレビ帯をHF以下の周波数帯に移したかがのどちらかであると考えられる。なお、HF帯以下では運用の難しい高密度高速の通信は、電波に変わってレーザー光通信が使用されている。

## 登場人物
一部キャラの年齢は公式ホームページにて。

### モンデンキント
国連決議により、ロストアルテミスによる災害からの復興を目的として設立された超国家規模の国際組織。その後、世界の復興に伴い半官半民の多国籍企業体へと改組される。統轄本部はスイスのジュネーヴに置かれ、下部組織として地域ごとに7つの部門が存在する。そこを中心に各国に支部を持ち災害復興事業やドロップに関連する作業（市民に対する警報や破砕作業など）の全てを一手に行なっている。本作の舞台となるモンデンキントジャパン（モンデンキントJP）本社は東京の新宿にあり、ジャパン本社の部門の1つであり本部直轄の試験組織でもあるアイドルマスター課（アイドルチーム）の基地は同じく東京の銀座にある玉兎高等学校の地下に位置している。玉兎高校はアイドルマスター課のカモフラージュとして機能しており、対外的にはアイドルマスターたちはこの高校の生徒とされている。アイドルマスターオーディション合格者の住居として「十六夜寮」があり、ここで共同生活を行っている。物語中盤では、モンデンキントを実質的に統括しているのは「グランドロッジの猫」と呼ばれる団体であることが示される。
ドラマCDや小説の後日談では、アウリンの消滅に伴ってドロップの危機も無くなり、存在意義を失ったモンデンキントは解散したということになっている。一方、DVD最終巻の映像特典のオリジナルエピローグ版では存続し、宇宙開発に乗り出している。

#### アイドルマスター課
天海 春香（あまみ はるか）
声 - 井口裕香
新人アイドルマスターで「インベル」のマスター。本作の主人公。身長158cm、体重45kg、B83/W56/H80、復興暦91年4月3日生まれ、16歳（バンダイチャンネル版公式ホームページの登場人物では15歳）、O型。得意科目は国語と体育。
東北地方某県の竹取町出身（駅の描写がある）で、アイドルマスターオーディションに合格したことで上京する。実家では祖父（70歳）と弟（13歳）と暮らしている。幼少期に両親が離婚し、春香たちを残して消息不明となって以来「誰かに嫌われてしまうこと」を何よりも恐れている。また、口癖の「ま、いっか」という言葉で思考停止し、物事を深く考えず安易に状況を受け入れる傾向があったが、インベルとのすれ違いの後、気持ちを通じ合わせてからは改善された。好きな色はピンク。頭の両サイドに結んだ大きなリボンがトレードマークで、律子からは「リボンちゃん」、伊織からは「バカリボン」などの愛称で呼ばれることもある。アメリカンドッグとペンギン（特にジェンツーペンギン）が好き。携帯電話にもペンギンをあしらったカバーをかけている。
インベルとのミッション経験を重ねるうちにiDOLの心の存在を確信し、気持ちのすれ違いを乗り越えてからは恋人関係にも似た深い絆で結ばれる。その後、やよいの誘いで以前からの夢だったアイドル（芸能人）の活動も開始することとなるが、ハードスケジュールに押され再びインベルとの間に亀裂が生じ始める。その折にニューギニアの戦いにてインベルを奪われ、雪歩に裏切られたショックで一時完全に引きこもってしまった（やよいとのユニットも休止していた）。仲間の励ましも耳に届かない状態だったが、インベルに乗った千早を見たことで対抗心が芽生え、インベル奪還を心に決めてアイドルチームの基地奪還作戦に参加する。テンペスタースや双海姉妹と協力してのインベル停止作戦に協力するが、テンペスタースの波動が効かないのを見て自力でインベルの所まで這い上がり、激昂した千早にインベルから振り落とされながらもインベルに「好きです」と告白。正気を取り戻したインベルによって救出された。その後インベルの意志に従ってトゥリアビータ本部に向かい、雪歩とヌービアムと対面。半ば暴走する雪歩を説得し、正気を取り戻した雪歩とヌービアムによりウルトゥリウスの一撃を免れる。最終話では伊織や真とともにインベルに搭乗しアウリンを止めるべく宇宙へ出撃。アウリンに到着してインベルにキスをした後、自分も運命を共にすることを伝えるが、インベルが「これだけでいい」と右のリボンを解くと同時に地球に送り返され、生還する。
DVD最終巻の映像特典のオリジナルエピローグ版では、アイドルマスター課の解散後、新居でやよいと同居しながらユニットでの芸能活動を再開している。
「何もないところで転ぶ」というゲーム版の特徴はオープニングと物語中で何回か再現されている。
漫画版
所属や立場といった基本設定はアニメと同じ。
春香の暮らす村にヒエムスの攻撃により墜落したインベルと出会い、その場でジョセフに特待生（アイドルマスター候補生）としてスカウトされる。
上京し玉兎高校に入学、しかし、特待生の立場から他の候補生たちからいじめに遭うが、やよいと雪歩の応援で無事アイドルマスターオーディション・争奪戦（女だらけの水泳大会）に勝利しインベルの正式なマスターとなる。

萩原 雪歩（はぎわら ゆきほ）
声 - 堀江由衣
新人管制官（元アイドルマスター候補生）。身長158cm、体重46kg、B88/W55/H83、復興暦91年12月24日生まれ、16歳、A型。自称青森県出身。好物は苺牛乳。家族構成は不明。得意科目は理数系、苦手科目は体育。
春香と同じくアイドルマスターオーディションに合格し上京してきた。東京に向かう途上、新幹線の大宮駅で春香が落としたインベルの起動キーを拾って届けたことがきっかけで彼女と親しくなる。性格は大人しく控えめだがそれは表面上のもので、実際は腹黒く、他人への依存心が強い（ドラマCD版やDVDの映像特典などで明確に描写されており、本編も含めて伊織と真が何度か被害に遭っている）。なぜか時と場所を選ばず唐突に眠ってしまう、ナルコレプシーらしき一面がある。強引に起こされることが大嫌いなようで、寝ぼけている時の他人へのツッコミは強烈。「大切な人」に贈られたというキリンのストラップを大切にしている。座右の銘は「平常心を忘れずに」。
その正体はトゥリアビータが送り込んだスパイであり、物語の中盤以降水面下で暗躍する。詳細は不明だが過去に千早に救われ、その後にキリンのストラップを貰ったことがあり、千早を狂信的なまでに慕っている。トゥリアビータに対しては特に思うところはなく、その忠誠心は千早個人に向けられている。
モンデンキントに加入したものの、アイドルマスターとしては不合格となるが、ジョセフの勧めでインベル（春香）専属の管制官となる。だがそれはカモフラージュであり、実際には春香・伊織・真らに勝るとも劣らない操縦技術を持っている。春香との間に芽生えた友情と千早への慕情の間で苦悩するが、結局は千早を選びモンデンキントを裏切り、様々な工作を仕掛けた後トゥリアビータへ戻った。なお、トゥリアビータに復帰してからは前述のナルコレプシーらしき症状が一切見られなくなる。その後はヌービアムのマスターとして戦いにも参加する。トゥリアビータ本部での戦いでは、親友として手を差し伸べる春香の行動を独善的と断じ、千早をインベルと融合させようとするが失敗する。呆然とするところを、逆に春香から「千早のインベルに対する感情は、本当に大切な人のことを考えない一方的な思い」でしかなかったことを諭され、自らの過ちに気付く。その直後ウルトゥリウスの攻撃でヌービアムが消滅した際に重傷を負って意識不明に陥り、最終回ではアイドルマスター課の医務室で治療を受けていたため出番がほとんどなかった。意識を失う直前にヌービアムから「地球を守る」という声を聞いたようで、目覚めた際に「ヌービアムが約束を守ってくれた」と涙ながらにつぶやいている。
アイドルマスター課解散後の進路は不明だが、ドラマCD版では高校生ながらラーメン「雪兎」というラーメン屋を営んでいる。ゲーム版とは正反対に犬への苦手意識は全く無いようで、「千早」と名付けた犬を飼っている。
ゲーム版の設定とは対照的に、アイドルマスター課の女性陣が嫉妬するほどの抜群のプロポーションを誇る。「お茶が好き」という設定はアニメ版にも多少引き継がれている（第21話）。
漫画版
設定がアニメ版と大きく異なっている。
当初から玉兎高校の生徒で、アイドルマスターではなく、オペレーターになることを目指している。
成行きで出撃した春香を励ましたことで、友人となる。

水瀬 伊織（みなせ いおり）
声 - 田村ゆかり
アイドルマスター、身長156cm、B77/W54/H79、体重41kg、復興暦91年5月5日生まれ、16歳、AB型。長野県出身。家族は両親と祖父母。好きな事は小銭貯金、好物は肉じゃが。得意科目は無し。
モンデンキントJPに所属するアイドルマスター。自信家で辛辣な発言も多いが、その自信は自らの弛まぬ努力心の表れでもある。根はおせっかい焼きであり、一度気を許した相手にはなんだかんだ言いながらも手を貸さずにはいられない性分。長髪をオールバックにしているため額が広く、律子などからは「でこちゃん」と呼ばれる。自分のスタイルを気にしており、雪歩の抜群のプロポーションを見てとても悔しがっていた。着ぐるみを着用する際は何故か毎回ゴキブリを着用させられる。作中では尺の都合で語られることはなかったが、おじいちゃんおばあちゃん子で貧乏性の気がある。ゲーム版とは異なり地道な努力家として描かれており、座右の銘も「努力は天才に勝つ」と、ゲーム版の性格とは正反対のものになっている。
幼少期に地元に不時着したネーブラと出会ったことがアイドルマスターを目指すきっかけとなっており、ネーブラに乗るという意志だけを頼りに上京してモンデンキント入りしている。iDOLを思う心は人一倍強く、そのためiDOLに心が存在することを認めない真とは折り合いが悪いが、ライバルとしてその実力は認めている。長年沈黙を続けていたインベルを起動させた春香のこともライバル視していたが、努力を続ける彼女を見てコーチ役を引き受けるなどして親交を深め、口では「バカリボン」と言いながらも次第にやよいと並ぶ春香の親友的存在になっていった。初対面の印象が悪く、その後も度々からかってくるやよいとは会うたびにケンカをしており、前述の額の広さを揶揄する「おでこサンシャイン」なるあだ名も頂戴しているが、「ケンカするほど仲がいい」という関係である。
物語序盤でネーブラのマスターの座を真と競い合った結果、真にマスターの座を譲ることになる。その後、機体の調整が進むとともにシンクロ率と成長率で真を追い越し、iDOLの心を見せつける意気込みで再びネーブラに搭乗するが、真の工作が原因でトラブルが発生し、図らずも自ら「iDOLの心」の存在を否定することとなってしまう。しかし、その後もiDOLの心の存在を信じ続け、マスターユニゾンの使用によりネーブラが暴走した際も右手を骨折しながらネーブラを救い、マスターに返り咲いている。真と雪歩がトゥリアビータに寝返り、春香がふさぎ込む中、唯一モンデンキントに残ったネーブラを駆り、テンペスターズの支援を受けながらエピメテウスを迎撃した。その中でモンデンキントに復帰した真と（ネーブラによるヒエムスへの拳一発で）和解し、背中を預けあう名コンビとなる。最終話では春香や真とともにアウリンを止めるべくネーブラで出撃し、ネーブラが自爆する直前に地球に送り返され生還した。
DVD最終巻の映像特典やドラマCDでの後日譚では、アイドルマスター課解散後は宇宙飛行士になったことが語られている。
漫画版
基本設定はアニメと同じ。
玉兎高校の生徒でアイドルマスターとなるべく訓練をしている。
特待生である春香をあまりよく思っていなかったが水泳大会でビキニが流され身動きが取れないところを春香に助けられ春香を認め、友人となる。
春香がインベルのマスターになってからは開発中のネーブラのマスターとなり春香の危機にネーブラと共に登場し春香を救う。
小説版（伊織サンシャイン）
幼い日に偶然出合ったネーブラに惹かれ（アニメ版14話を参照）ネーブラのマスターになるべく春休みを利用して単身東京にやってくる。ネーブラがどこにいるのかを調査するため、地道な調査活動を行い、アイドルマスター課の基地を発見する。何度も侵入しようとしてその都度警備員に見つかり失敗するが、何度も侵入しようとする女の子がいると報告を受けたジョセフが興味を持ち、特別にオーディションを受けられることになり、無事、アイドルマスター候補生として採用される。

菊地 真（きくち まこと）
声 - 喜多村英梨
アイドルマスターで、放送開始時は「ネーブラ」の正マスター、のち「ヒエムス」の正マスター。身長163cm、体重47kg、B78/W56/H76、復興暦91年8月29日生まれ、16歳、O型。夜明けの紫月事件で家族を失った。
生まれた時からアイドルマスターとして訓練を受けてきたモンデンキントJPのエース。何事にも流されないクールな性格だが、その振る舞いは自らの弱さやトラウマを隠すためのものであり、実際はかなりの激情家で後先考えず行動する傾向がある。隕石迎撃においては任務遂行を何よりも優先し、そのために無茶な操縦をすることも厭わない。一人称は「僕」。カニが好きなようで、目覚まし時計やクッションやカップもカニのデザインのものを使い、8話では露天風呂に現れたカニを見てにやけたり、次回予告やドラマCDではカニの蘊蓄を語るなどしている。座右の銘（?）はスベスベマンジュウガニ。パイロットではあるが乗り物に酔い易いという特徴がある。よく牛乳を飲んでいるが、これは身長の割りに小さな胸を気にしているため。
幼少時は双海姉妹やあずさが語る「iDOLの心」にそれなりに関心を寄せていたものの、7年前のあずさの事故がトラウマとなり、現在では頑なに否定し続けている。そのため伊織とはしばしば対立しており、春香たちに対しても友好的でなく、大抵一人で行動している。あずさのことは姉のように慕っており、他人の目がない時や彼女と二人きりになったときは女の子らしいところを見せる。一方であずさに褒められたいという願望が強く、「あずさは自分を見ていないのではないか」という恐怖に近い疑念を抱いていた。
モンデンキントに復帰した亜美から「iDOLの心を信じていないわけではなく、認めたくないだけだ」と看破されたことに反発し、ネーブラの正マスターに伊織が選ばれた時には「iDOLの心」を試すかのように、あずさのパスワードを使って制御データを改竄し、結果として伊織のミッションを失敗させた。再びネーブラの正マスターに戻るも、心の乱れからネーブラとの同調率が低下し、アイスランドでリファに敗北した事を切っ掛けとして完全にネーブラをコントロールできなくなる。その後、あずさに自分の本音をぶつけて和解し、春香の助言から「あずさが本当はちゃんと自分を見ていてくれた」と確信、自信を回復するも、その矢先にあずさからアイドルマスターの資格剥奪を通告されてしまう。失意の内にモンデンキントを退社し、トゥリアビータに迎え入れられ、以降はヒエムスのマスターとしてモンデンキントと対立し、トゥリアビータのインベル奪取作戦時には伊織のネーブラを粉砕、その後のアイドルマスター課本部攻撃にも参加した。
しかし、あずさがトゥリアビータ本部に侵入し、雪歩に撃たれようとしていた所を咄嗟に助ける。あずさから誰かを見るのではなく、自分自身の道を歩むように諭される。あずさの死を目の当たりにしたことで、自分の道がどこへ向かうかを確かめるべく、ヒエムスと共にトゥリアビータを離脱する。エピメテウスの大群の前に危機に陥った伊織を助け和解し、モンデンキントに復帰する。春香たちとも友好的になっていき、明るさと元気さも取り戻した。最終話ではジョセフにあずさの最期を伝えた後、伊織が用意したモンデンキントのパイロットスーツを着て春香や伊織と共にアウリンを止めるべくヒエムスで出撃し、ヒエムスの自爆直前に地球に送り返され生還した。
DVD最終巻の映像特典のオリジナルエピローグ版では、アイドルマスター課解散後は伊織と共に宇宙飛行士になった姿が描かれている。ドラマCD版では居酒屋などでアルバイトをした後に、雪歩のラーメン屋で働くことになった。また「あずさ」と名付けたネコを飼っている。
漫画版
基本設定はアニメと同じ。
玉兎高校の生徒で伊織同様、アイドルマスターとなるべく訓練をしている。
インベルのオーディション、争奪戦に敗れてからはあずさの指示でヒエムスのマスターになるべくヒエムスの捜索を行なっている。

双海 亜美（ふたみ あみ）
声 - 名塚佳織
天才子役の呼び声も高い、人気アイドル（芸能人）の小学生。身長148cm、体重38kg、B74/W53/H73、復興暦95年5月22日生まれ、12歳、B型。家族は両親と妹の真美。
卓越した感受性と器用さを併せ持つiDOLの整備士で、モンデンキント内では最年少だが律子たちの先輩にあたる。iDOLの発する微妙な音色を聞き分ける能力を持ち、iDOLの調整機「ハーモナイザー」を唯一扱える貴重な存在。7年前の事故で双子の妹・真美がテンペスターズと共に行方不明となり、その傷心からモンデンキントを離れ、芸能人として活動していた。春香の説得を受け、テンペスターズと真美の真実に向き合うべく復帰する。精神年齢は高く、口調も丁寧で優れた判断力を持つしっかり者で、最年少ながら恐らくアイドルチーム一の常識人。芸能人としての最新シングル名は「ポジティブを忘れない」と、ゲーム版の持ち歌を意識したものになっている。
トゥリアビータの月見島襲撃の際、新型ハーモナイザーのテストで月見島にいたところを狙われ、ほかの職員がトゥリアビータ部隊に目の前で虐殺される中、一人殺されずに人質として捕えられる。その後ニューギニアで解放されると共に、7年ぶりに真美との再会を果たす。
DVD最終巻の映像特典のオリジナルエピローグ版では、アイドルマスター課解散後は真美と共に芸能活動を再開している。真美いわく、イメージが崩壊しかねないようなスキャンダルを抱えてしまっているらしいが真偽は不明。
漫画版
設定がアニメ版と大きく異なっている（性格がゲーム版よりになっている）
トゥリアビータ校の生徒で人気芸能人でテンペスタースのマスター。
春香を挑発し、テレビの前で恥を掻かせてインベルと不仲にし、その上でインベルを奪うべく勝負を挑むといった搦め手を使ってきた。
真美共々、少々捻くれた性格をしており、わがまま。
小説版（絆）
アニメ版と設定はほとんど同じだが人気芸能人ではなく、モンデンキントUSA所属の大学の博士号を持つ天才少女となっている。

双海 真美（ふたみ まみ）
声 - 斎藤桃子
双海亜美の双子の妹でアイドルマスター。身体プロフィールは亜美と同じ。
7年前に実験中の事故により、謎の言葉を残してテンペスタースと共に行方不明となる。実は訓練中に重傷を負ってしまい、真美を助けたい一心のテンペスタースが治癒のために虚数空間に逃げ込んだのが事故の真相であった。その後、亜美がトゥリアビータに拉致されテンペスタースが出現した際に亜美の前に現れた。7年間テンペスタースの中で眠っていたため、身体は成長しているが精神年齢は5歳のままである。そのため、亜美の精神年齢が高いこともあって、亜美と真美は姉妹というよりもむしろ母と娘のような関係になってしまっている。最終話で自分自身を犠牲にしてでも一緒にいたがるほど、テンペスタースに特別な感情を抱いていた。
DVD最終巻の映像特典のオリジナルエピローグ版では、アイドルマスター課解散後は亜美のコネで子役として活動している。
漫画版
設定がアニメ版と大きく異なっている。
トゥリアビータ校の生徒で人気芸能人でテンペスタースのマスター。当初から亜美と共に登場している。
亜美同様、年齢に相応の性格をしている。
小説版（絆）
アニメ版と設定はほとんど同じ。アニメ版同様にテンペスタースの暴走事故に遭うがテンペスタースのみ行方不明になり真美は大怪我を負い現在は病院でリハビリ中となっている。

ジョセフ・真月（ジョセフ・しんげつ）
声 - 中多和宏
アイドルマスター課課長。身長178cm、53歳。趣味は様々な茶を点てて飲むこと。「アイドルマスターを探せ！」での中多のコメントによれば「オックスフォード出身の秀才」。
執事のような出で立ちと落ち着いた物腰が特徴の中年男性。茶道を嗜み、趣味で基地内に和室まで作っているほか、胆石で入院中に茶道本の執筆（「茶の海の新星ジョセフ真月の茶道百選」。帯には「鍛えられた肉体にこそ 茶の心は宿る…!!」とある）まで行っている。iDOLの起動実験で月見島へ赴いた際は仕事を放置してバカンスに興じようとしてあずさに止められるなど、お茶目な一面ものぞかせる。春香とインベルが深夜のデートを南の海で展開した時も笑顔で見守っていた。「本作に登場する男性はヘタレ」の法則があると公式で語られているが、唯一その法則に当てはまらない男性キャラでもある。
場合によっては上層部の命令を無視してアイドルマスターや住民の安全を優先することも辞さず、任務の遂行を第一とするモンデンキントJPの重役たちからは快く思われていないが、アイドルチームの中での人望は絶大なものがある。アイドルマスター課で仕事をしている理由は「ロボットが好きだから」というもので、iDOLがまだ女性しか乗せないと知られていなかった頃にiDOLを操縦しようとして失敗した経験がある。胆石で入院中にインベルが何者かが手を加えた整備用キーによって暴走した際、インベルの自爆を唱えた朔に対し、インベルを壊さずに機能を停止させる方法を自らの胆石治療にヒントを得て考案しインベルを救った。アイドルマスター課が解散され、基地を追い出された際には喫茶店に身を寄せて働いていたが、そこで課のメンバーと基地の奪還作戦を展開し、見事に基地を奪い返した。武装した本部の兵士を素手で殴り倒すなど、屈強な姿も見せている。オペレーター能力も持っており、ウルトゥリウスの発射をオペレーター3人組と共にギリギリまで妨害した。
DVD最終巻の映像特典やドラマCDでの後日譚では、アイドルマスター課解散後にカフェを開店しており、後者では大繁盛していることも語られている。
三浦 あずさ（みうら あずさ）
声 - 櫻井智
アイドルマスター課主任で元トップアイドルマスター。身長168cm、体重49kg、B86/W57/H84、20歳、O型。好きなのは音楽鑑賞と漫画喫茶。
春香達アイドルマスターの直属の上司で、アイドルマスターの指導と、有事の際の基地の指揮を担当する。真とは同居しているが、仕事のせいかほとんど帰っていない。7年前の事故で重傷を負っており、それが原因でネーブラを起動できなくなり引退を余儀なくされ、真がiDOLの心を信じなくなった一因となる。自身もその事実を完全に受け入れられておらず、ネーブラの操縦に関して真を褒めることはなかった。決して真を疎んだり、軽んじてはいないのだが、真に資格剥奪を通告した後は、自身の仕事に押されてフォローを怠り、結果として彼女の離反を招く。
元の名は如月あずさ（きさらぎ あずさ）で、千早とは実の姉妹の関係にある。千早と共に戦災孤児となった後、モンデンキントにてロ・ウ夫妻の養女として引き取られ、「人間とiDOLの融合体」の実験にも参加していた。実際の年齢は51歳（復興暦56年7月19日生まれ）で、20歳の時に千早とともに改造手術を受けており、それ以降身体が変化していない。また、その過程で義父であったカイエン・ロ・ウと深い関係を持つ。「夜明けの紫月事件（紫月夜事件）」を機に如月姓を捨てて三浦姓を名乗っている。トゥリアビータが本格的な攻勢に出たことで、テル・ロ・ウを暗殺してiDOLに関わる悲劇に幕を下ろすためにトゥリアビータ本部に侵入するが、そこでリファや千早との戦闘で負傷する。再会した真に別れ際にペンダントを託してテル・ロ・ウの部屋に辿り着くが、カラスに撃たれて重傷を負い、直後にトゥリアビータ本部浮上の際の変形に巻き込まれて死亡した。
ドラマCD版では、死後の世界で真たちを見守りながら千早やリファと仲良くやっている。
漫画版
設定がアニメ版と大きく異なっている。
インベルの元マスターで春香たちの教官。アイドルマスター候補生達の憧れの的。
ドロップ迎撃のミッション遂行時に、ヒエムスの攻撃に遭い、インベルと共に地球に墜落してしまう。その際、たまたま春香の目の前に墜落したのが、春香とインベルの出会いとなった。
あずさ自身は奇跡的に助かったものの大怪我を負い、アイドルマスターを引退。その後、春香たちの教官になる。

宗方 名瀬（むなかた なぜ）
声 - 能登麻美子
アイドルマスター課の管制官（リーダー）、身長166cm、復興暦82年2月29日生まれ、25歳、A型、趣味はクロスワード。
管制官チームのリーダー。本社への不始末の報告や始末書などの面倒事をジョセフやあずさから押し付けられたり、アイドルマスター課の慰安を兼ねた出張の際に1人だけ留守役になるなど、損な役回りが多い。
ドラマCD版では、アイドルマスター課解散後はモンデンキントJPも倒産してしまい無職になり、ハローワークに通う日々が続いている。DVD最終巻の映像特典のオリジナルエピローグ版では、源製作所に勤めている。
大道 楢馬（だいどう ならば）
声 - 小野大輔
アイドルマスター課の管制官（データ解析担当）、身長174cm、23歳。
ジョセフを除けばアイドルマスター課唯一の男性スタッフ。浅黒の肌と金髪が特徴のマッチョ。公私を分ける現実主義者。副業としてゲームのプログラマーなども行っている。
素潜りでカジキを仕留める海の男でもある。空羽曰く「一度海に出ると一週間は戻ってこない」らしく、月見島でのオフでは網一杯の魚や雲丹をとっても「まだまだ足りない!!」とはしゃぎ、海から上がったのは全員が撤収した後だった。
DVD最終巻の映像特典のオリジナルエピローグ版では、アイドルマスター課解散後は国連の海洋調査団に入って海メインの生活をしている。ドラマCDでの後日譚でも海メインの生活を送っており、空羽から漁業権についてツッコまれた時には、何故か問題になったことが無いと返している。
鈴木 空羽（すずき それわ）
声 - 高橋美佳子
アイドルマスター課の管制官（伝達担当）、身長164cm、21歳。
管制官チームの末っ子的存在。名瀬へのお土産に小じわに効くクリームを渡す、緊迫した場面でのんきな冗談を言い放つなど、いわゆる「空気の読めない子」であるが、Caltechを首席で卒業しJPLからヘッドハンティングされるほどの秀才でもある。
管制官3人の名前を並べると「何故ならばそれは」となる。
秋月 律子（あきづき りつこ）
声 - 中原麻衣
インベルの整備責任者であり、十六夜寮の寮長も務める。身長165cm、体重48kg、B87/W57/H83、復興暦89年6月23日生まれ、18歳。家族は両親と祖父。好きなのはメカニックな物、辛い食べ物、ホラー映画、人にニックネームをつけること。
元々はアイドルマスター候補生としてアイドルマスター課にやってきたが、iDOLとの相性の問題で断念し、整備士となる。公式では「性格や設定が他のだれよりも原作に近い」とアナウンスされているが、こちらは普段から明るく振る舞い人当たりも良く、一見そうとは見えない節もある。発明好きで色々な物を開発しているほか、「面白いから」という理由で真下にある自分の部屋を犠牲にしてまでも伊織の部屋を勝手に改造してしまう（十六夜寮の間取り上、第1話のような形で伊織のベッドの下を改造すると確実に律子の部屋の空間が少なからず奪われる）などイタズラ好き。料理も得意。やよいの着ぐるみの感触をいたく気に入っている。
DVD最終巻の映像特典のオリジナルエピローグ版では、アイドルマスター課解散後は色々なバイトをしながら、最後は千佳子や七草たちと整備工場を営んでいる。
また、声優の都合上キャラソンアルバムではロボットアニメではなく『舞-HiME』のOPを歌う羽目になった。
漫画版
基本設定はアニメと同じ。
玉兎高校の関係者でiDOLの整備士。
iDOLの整備の他、アイドルマスターオーディション、争奪戦の際のセットの製作や準備などもやっている。
また、整備率80%の状態でネーブラを打ち上げ、春香とインベルの危機を救った影の立役者となった。

源 千佳子（みなもと ちかこ）
声 - 進藤尚美
整備班のチーフで「ネーブラ」の整備責任者。26歳。
関西弁を操る姉御肌な女性。意外と茶目っ気があるようで、インベルが暴走した際に冗談じみたことを言っていた。
DVD最終巻の映像特典のオリジナルエピローグ版では、モンデンキント解散後、律子や七草を集めて機械部品の工場「源製作所」を立ち上げた。ドラマCDでの後日譚では、東中野の闇市でモンデンキントで使っていた機材を売っている。
安原 蛍（やすはら ほたる）
声 - 柚木涼香
アイドルマスター課の医務員。身長168cm、26歳、既婚者。
金属バットの扱いに手慣れており、基地奪還作戦の際は本部の兵士をバット1本で次々と倒した。玉兎学園屋上野球チームに所属しているらしい（後期オープニングにも野球をしているシーンがある）。右打ち。
彼女が行う次回予告は、どこかあやしい雰囲気になることが多い。その場合はBGMも専用のものが使われる。
七草整備士
アイドルマスター課整備班の整備員で、千佳子と律子の後輩・部下に当たる。年齢は全員16歳。名前は春の七草にちなむ。
DVD最終巻の映像特典のオリジナルエピローグ版では、モンデンキント解散後は律子とともに千佳子のもと、機械製作工に携わっている。
せりか
声 - 柚木涼香
ちょっとお色気ホヨヨン系。
なずな
声 - 本多陽子
気が弱くて、少しのんびり屋さん。
ごじょう
声 - 日下ちひろ
男の子っぽい、しゃきしゃき娘。
はこべ
声 - 渡辺明乃
気っ風の良さが売り。
ほとけ（仏 えみり）
声 - 加藤英美里
ホンワカお世話焼きたガール。七草で唯一フルネームが明らかになっている。
すずな
声 - ささきのぞみ
クルクル系コケティッシュ娘。
すずしろ
声 - 明坂聡美
キュートなかっこ可愛い系。

#### モンデンキントジャパン
吉永（よしなが）
声 - 宮下栄治
モンデンキントジャパン本社の社長。
アイドルマスター課が報告もなしにことを起こすため市民や自衛軍からの問い合わせが殺到し対処に追われることが多々あるため、ジョセフのことを良くは思っておらず、モンデンキント本部のジョセフへの処分の甘さを不満に思っている。
横山（よこやま）
声 - 中博史
モンデンキントジャパン本社の専務。
アイドルマスター課が起こした問題の費用を捻出するために日本政府要人への接待に追われているが、そんなことはお構いなしに次々に問題を起こすジョセフたちに激怒している。
佐藤（さとう）
声 - 大西健晴
モンデンキントジャパン本社の常務。
横山専務より温厚ではあるがアイドルマスター課のことを許しているわけではなく、きっちり大量の始末書の提出を要求する。
ドラマCD後日譚では名瀬の口から、リストラされた挙句に妻が子供を連れて実家に帰ったと語られる。
トゥリアビータの首都圏攻撃の際に秩父へ疎開するが、東京都心部に甚大な被害が出たことを受けて日本政府が開いた記者会見のテレビニュースを見ているとき、吉永は「トゥリアビータって何だ?」と発言し、横山と佐藤もその問いに答えられなかった。つまりこの3人はモンデンキントの幹部職員であるにもかかわらずトゥリアビータの存在も名称も全く知らされていなかったことになる。

#### モンデンキント本部
朔 響（さく ひびき）
声 - 竹若拓磨
モンデンキント本部直轄のiDOL調査員兼アイドルマスター課課長補佐。実はMSA総司令官であり、MSAの全指揮権を持つ。
モンデンキント最上層部と通じており、iDOLやトゥリアビータの調査を行なっている。ヒエムス回収作戦の際にモンデンキントEUの者だと偽りアイドルマスター課に接触し、その後、本部の命令でアイドルマスター課の課長補佐としてモンデンキントJPに補任する。
普段は飄々とした優男風の態度を崩さないがその手腕は確かなもので、雪歩の正体もいち早く見抜いている。しかし直ぐに対応せず泳がせていたことが災いし、工作を実行されてしまった。部下や同僚を見捨てることも厭わない冷酷非情さも兼ね備えており、春香も2度に渡って彼の指示が原因で殺されかけている。トゥリアビータにiDOLを渡さないことを第一義としており、iDOLを虚数空間に隠蔽するために基地を乗っ取りアイドルチームを解散させるが、トゥリアビータとの交渉中の隙を突いてアイドルチーム基地を奪還される。その後、ジョセフにアウリンの真実の一端を話してから基地を去り、本部へ戻る。グランドロッジ全滅の報に接した際には「やっと俺にもツキが回ってきた」と嘯き、ウルトゥリウスの発射を強行するが、ここでもアイドルマスター課の妨害を受け、目標達成はならなかった。最終話ではアウリンが原因の電波障害と、各国首脳からのホットラインという名の苦情処理に追われ、それまでの強気で冷静な態度が一転して狼狽していたが、「悪党は悪党らしく、最後まで足掻いてやるさ」と持ち直し、アウリン消滅時には安堵と過労のあまり倒れた。
DVD最終巻の映像特典のオリジナルエピローグ版では、モンデンキントのCEOに就任している。
ネコ
声 - 上田陽司、宮下栄治、酒井敬幸、中博史
朔が報告を行なっていた猫の絵。姿は見せず猫の絵から声のみで朔に指示を出していた。その正体は「グランドロッジの猫」と呼ばれる5人程度の集団であり、裏でモンデンキントを操り、トゥリアビータの計画を妨害しようとしていた。しかし、トゥリアビータとの最終決戦時にモンデンキント本部に攻め込んだエピメテウスの攻撃に巻き込まれ、全員が死亡した。

### トゥリアビータ
テル・ロ・ウが16年前に起きた「夜明けの紫月事件」をきっかけに設立した組織。元はモンデンキントのアイドル研究開発部から分離した存在。モンデンキントと敵対しており、モンデンキントが所有するiDOLを奪取しようとしている。本部基地は日本から遠く離れたフランス領クローゼー諸島の西方420km地点にあるインド洋上の孤島に置かれており、偽装暴風圏を作り出して巧妙にその所在地を隠匿している。巨大な施設を保有しており、ヒエムスの建造を短期間で完工させたりエピメテウスを大量に量産できたりと、技術力と設備水準は極めて高い。モンデンキントJPのアイドルマスター課と同様に、管制や整備などの現場は若い女性のみで構成されている。
モンデンキントはパニックが起こることを恐れて、長らくトゥリアビータの存在を一切公表してこなかった。そのため一般市民にはその存在はおろか組織名すら全く知られておらず、モンデンキント社員の中でも詳しく知っている者はごく限られている模様。前述の日本政府による記者会見で初めてその存在が公に晒された。
なお「トゥリアビータ（Turiavita）」とはギリシア語で「三つの命」という意味で、ここでは「人」と「iDOL」および「人とiDOLの間に立つ者」を指している。

#### トゥリアビータの人物
如月 千早（きさらぎ ちはや）
声 - 清水香里
アイドルマスターで「ヌービアム」のマスター。身長167cm、体重47kg、B89/W55/H82、17歳、A型。
春香を狙って現れるが、突然インベルが現れたため、ヌービアムに乗り込みインベルと戦った。あずさとは顔見知りである。インベルにただならぬ執着心があり、春香を殺してでもインベルを取り返そうとしている。
普段は口数が少なくクールな態度を装っているが、その内面は春香に対する激しい嫉妬と憎悪、そしてどんな残虐な手段も厭わない狂気に満ち溢れている。
実はあずさの3歳下の妹で、元々はモンデンキントに所属しており、あずさと共に実験対象として育てられていた。実際の年齢は48歳（復興暦59年2月25日生まれ）で、17歳の時にあずさと共に実験のため改造手術を施されており、千早もまた当時のまま身体そのものの加齢は止まっている。インベルの初代マスターであったが、夜明けの紫月事件でモンデンキントを抜ける際に拒否されてしまっている。首筋の後ろ側に刺青らしきものがあり、これが「人間であることを捨てる」ことに関連があることをうかがわせている。
物語後半で一度はインベルを奪ったが、その後春香の告白によって正気を取り戻したインベルに捨てられ、そのショックで完全にインベルと融合しようとするという常軌を逸した行動に出る。雪歩の撃った流れ弾で瀕死の重傷を負うが、シュメルツ・オーフェンにより体を量子化することには成功。インベルと融合しようとするも、今度こそ完全に拒絶され、絶望の中で消滅した。
ドラマCD版では、死後の世界でまだ春香に対して敵対心を持っているが、あずさに諭されて諦め、結局あずさとも雪歩と真ががんばっている姿を二人で見守っているうちに和解し、ケンカの絶えないリファたちに手を焼きながらも仲良くやっている。
漫画版
設定がアニメ版と大きく異なっている。
玉兎高校の生徒で伊織達同様アイドルマスターになるべき訓練をしており、アイドルマスターに一番近い存在と言われていた。
だが、春香がインベルに認められてマスターになったため、トゥリアビータ校に転校しヌービアムのマスターになる。
アニメ版同様インベルに何かしらの執着心があるようで、インベルを奪おうと春香とインベルを罠にはめ襲撃する。

リファ
声 - ゆかな
千早と行動を共にしている白いドレスを着た少女。身長149cm、体重36kg、B53/W48/H55、9歳。
彼女の正体はあずさの遺伝子から作られた、よりiDOLとのシンクロが強くなった人工生命体。左腕の二の腕に刺青らしきものがある。初登場時は春香を拉致しようとし、その際春香をつかんで跳び去るなど、可憐な外見とは裏腹に驚くべき身体能力を持つ。白兵戦では手斧を武器とする。また、特殊なバスタブに入浴するとハッキング能力が強化され、それにより一時的にモンデンキントの全システムを掌握、翻弄したことがある。他にも第11話ではエピメテウスを念じるだけで外部から操るなど、特異な能力を持つ。
しかし作戦中、ニューギニアに撃ち込まれたウルトゥリウス初弾の爆ごう波により昏倒し、モンデンキントの捜索隊に捕えられ、尋問されるも口を割ることはなかった。その後ジョセフたちの本部奪回に伴う混乱に乗じて脱出したが、それは朔による計略であり、逆に帰還経路からトゥリアビータ本部の位置を知られてしまう。トゥリアビータ本部に侵入したあずさを撃退しようとした際に返り討ちに遭い死亡するも、すでにこの時点で同じ容姿のリファは数多く存在していた。彼女たちは本部に侵攻してきたMSA部隊を殲滅するものの、破壊力を増したウルトゥリウスの直撃に巻き込まれて最後は全員消滅した。
ドラマCD版では、死後の世界で他の大量のリファたちと共にあずさや千早と仲良くしている。
京田辺警察官殺害事件の影響で同時期に放送されていた『ひぐらしのなく頃に解』や『School Days』が放送を自粛する中、直接斧で殺傷するシーンのあるリファの戦闘場面は特に修正されることもなく放送された。
カラス
声 - 石田彰
本名不詳で、常に黒い服を着ている謎の青年。身長172cm、23歳。
物語当初はテル・ロ・ウからの命令を千早たちに伝えることとメンタルケアを任務としているように思われたが、基地で指揮を執っていたり、モンデンキントとの直接交渉を行うなど千早たちよりも上位の立場にあり、実質的にはトゥリアビータの指揮官であると思われる。普段は優しげな話し方だが、作戦に失敗した千早を見下すようなことを言ったり、リファに対して蔑むそうなことを陰で言うなど裏表の激しい人物。
父親が元モンデンキントのグランドロッジであり、父を追放したモンデンキントに復讐するためにトゥリアビータに入った。テル・ロ・ウを傀儡としてトゥリアビータを操っていたが、本部浮上の際の変形に巻き込まれて死亡した。前述のように「カラス」は本名ではないが、彼の本名は千早ですら最後まで知ることはなかった。
死後千早は彼の姿を見ておらず、地獄に堕ちたのではないかと推測されている。
テル・ロ・ウ
声 - 池田昌子
千早たちが「お母様」と呼ぶ、トゥリアビータの顧問にして設立者。身長169cm、79歳。
以前はモンデンキント研究機関の天才科学者であり、iDOL研究開発の主要人物だった。
旧名は氷川照（ひかわ てる）。夜明けの紫月事件で、夫であるカイエン・ロ・ウを刺殺し、モンデンキントを離脱している。離脱前は彼と共に「人類とiDOLの融合体」について研究していた。現在は意識すらほとんどなく、カラスがトゥリアビータを操るための傀儡と化している。本部浮上の際の変形に巻き込まれて死亡。

### その他
高槻 やよい（たかつき やよい）
声 - 小清水亜美
普通のアイドル（芸能人）。身長154cm、体重44kg、B87/W56/H82、復興暦92年3月25日生まれ、15歳、O型。
春香とは幼稚園の頃からの付き合いで大親友の間柄（早生まれであるため春香とは同学年である）。春香より先に上京しておりトップアイドルになることを目指している。なぜか多種多彩な着ぐるみを着て春香に会いにくる。なお、春香がアイドルマスターをしていることは物語の最後のほうまで知らなかった。
現在はラジオ番組『弥生式ラジオ』のメインパーソナリティーをしているが、打ち切りの危機に瀕しており、春香たちに頼んで投稿ハガキの捏造をしている。
春香からの電話の伝言メッセージで、春香がアイドルマスターであることを知る。春香を追ってタクシーで東京に向かうが途中で色々あってバイクで向かい、十六夜寮にて（ペンギンの着ぐるみ姿で）春香と再会。その後、玉兎高校に向かい伊織と亜美もアイドルマスターであることを知る。
DVD最終巻の映像特典のオリジナルエピローグ版では、アイドルマスター課解散後は春香と共に芸能活動を再開している。
OVA『舞-乙HiME Zwei』のCMでは、ニナ・ウォンを一押しにしている（ニナの担当声優が小清水のため）。また、後述のキャラクターソングアルバムでも同じ理由により舞-乙HiMEのOPを歌う羽目になり、ラジオCMではロボットアニメソングを歌いたかったと春香に泣きついている。
漫画版
基本設定はアニメと同じ。
玉兎高校の生徒で普通の芸能人になることを夢見ている。
アニメ同様、春香と親友。休み時間に高校内で弥生式らじおを放送している。また、アイドルマスターオーディション、争奪戦の際には司会などもやっている。
小説（伊織サンシャイン）
伊織が初めて東京に上京した際に東京駅でヒヨコの着ぐるみを着てゲリラライブを行なっていた。その際に伊織と出会っている（その後、何度か出会い、アニメ版第4話で再会するがお互いにそのことを忘れている）。

カイエン・ロ・ウ
声 - 竹村拓
テル・ロ・ウの夫で、あずさと千早が「お父様」と呼ぶ人物。人工的にiDOL（エピメテウスシリーズ）を作り出す研究をしていた。
すでに故人であるため、回想場面のみの登場となっている。
ペンギン
声 - 草野徹
春香の夢に出てきた空飛ぶ謎のペンギン。
春香に「一目見たときから決めていたんです」と謎の言葉を残して消えていった。

## iDOL
ドロップを破壊するための隕石除去人型重機。語源は「Immortal Defender of Legatee」であり、その訳は「遺産相続人の永遠の守護者」。
各iDOLはコアと呼ばれる部分から供給されるエネルギーを動力源としている。また、春香たちの言うiDOLの心も恐らくはコアに起因するものであり、インベルなどのiDOLを指す名称は特にコアのみを指して使われることもある。コアは、107年前の月の崩壊による人類史上最大規模の災害「ロストアルテミス」の際に回収された極めて複雑なシリコン構造体であり、人工的に作り出されたものではない（エピメテウスシリーズを除く）。コアを元に人型の胴体を取り付けたものがiDOL＝隕石除去人型重機として活躍している。コアとなるシリコン構造体は全部で5体存在する。
コアの内部温度が1000℃以上に達すると、通常アイドルチームが「人格」と呼んでいるものが消え去ってしまう。
また、オリジナルの5体のiDOLはプロメテウスシリーズと呼ばれている。プロメテウスとは人々に火を与えたとされる神のこと。
他国ではドロップの破壊は核ミサイルで行うが日本には非核三原則が存在するため大量破壊兵器の保有が認められておらず、日本独自の技術でiDOLを開発しiDOLによるドロップの破砕作業を行っている。そのため、iDOLは日本にしか配備されていない。また、iDOLを操縦するパイロットのことをアイドルマスターと呼んでいる。
アイドルマスター（またはiDOLの整備士）の持つキーにより起動するが、例外的にiDOLが自分の意志で起動したりすることもある。
iDOLは慣性制御と呼ばれる制御方法にて、地表はおろか真空の宇宙空間や高温高圧のマグマ中での活動を実現している。

### 機体
インベル（PROMETHEUS1 IMBER）
全高38.83m、重量232.27t（標準ミッション時）
ジャパンアイドルマスター課に配備されているiDOL。16年間閉鎖された第七格納庫に収納されていたが春香の声に反応し起動した。マスターは天海春香。
竣工時のパネルから、復興暦70年（物語の37年前）に完成したとみられる。
春香以外には起動させることはできず、伊織や真により度々起動テストが行われていたようであるが、一度も起動しなかった。春香のために無人で起動することもある。また、春香を写した画像を集めている。春香がアイドルマスターのオーディションを受けている頃から春香の姿を撮影しており、春香に特別な思い入れがあるようである。一方、千早はこのインベルに対し、ただならぬ執着心を持っている。
なお、エンディングの全裸で回転する春香はインベルの妄想で、背景の光る模様はインベルの目という設定がWEBラジオにて明かされている。
過去のマスターは如月千早。16年前に千早がインベルを連れてトゥリアビータへ移ろうとしたが、それをきっかけに起動しなくなった。千早の乗るヌービアムに敗れた後に一時的に春香と不仲になったが、「16年待ったのにそれでいいのか」と問いただす伊織に反応して起動、竹取町へ帰郷した春香を伊織と共に迎えにいき（この時無人で動いたのか伊織が動かしたのかは明確に描写されていない）、春香との絆を深めた。しかし、春香が芸能活動を始めてからはすれ違いが多くなり信頼関係が崩れてしまいその結果、千早に奪取されてしまう。その間にトゥリアビータ本部基地で小型の核兵器に匹敵する威力の改良パーツ「ファウストシュラーク」（コラプサー）を装備され、第23話の東京攻撃ではその一撃で街を廃墟のようにしてしまった。同じ第23話にてテンペスタースの声と春香の呼びかけに応え、千早を捨てて落下しそうになった春香を助け、そのままモンデンキントに帰還した。その後春香と共にトゥリアビータ本部に向かい、雪歩のヌービアムと交戦。この戦いで左腕をもぎ取られ、さらにヌービアムに粒子化した千早を撃ち込まれるが、千早を拒み排除。その直後ヌービアムの捨て身の盾によりウルトゥリウスの一撃を免れる。最終話にて、モンデンキント本部にて完全修復されファウストシュラークを再装備し、アウリンを止めるべくネーブラ、ヒエムスと共に出撃。アウリンの差し向けたドロップを破壊し、ネーブラ、テンペスタース、ヒエムスの切り開いた道をたどり、アウリン内部に侵入。春香のリボンを片方だけ貰い、春香を乗せたコクピットを強制排除。最後の一撃をアウリンに叩き込み、自らも命を落とした。
ボディーカラーは白と藍色だが、第8話にて律子らにより胸部が春香の好きな色であるピンク色に塗り替えられた（それに伴い、9話以降ではOPに登場するインベルもピンク色に替わっている）。なお千早に奪われている間（20話から23話）においては胸部の色も白に戻っている。
名前は月の地名「雨の海」を意味する。
ネーブラ（PROMETHEUS2 NEBULA）
全高37.90m、重量228.4t
ジャパンアイドルマスター課に配備されているiDOL。マスターは菊地真と水瀬伊織。
多くのマスターの搭乗を許すものの一度拒否したマスターは二度と受け付けないという傾向があり、源千佳子いわく「人見知りはせえへんけど、ケンカすると怖いタイプ」。真が乗りエピメテウスに敗れると真には起動できなくなり、真はマスターの座を剥奪された。以降は伊織が専属のマスターとなる。以前はあずさがマスターだったが、7年前の暴走事故であずさも真同様に起動できなくなっている。一方では同じく7年前に幼い伊織と偶然遭遇しており、今でも当時の伊織の画像を保存しているなど、伊織とは相思相愛の関係にあるようだ。後に「ツィードラート」（アンカーユニット）が追加装備された。インベルがトゥリアビータ本部に向かった際はツィードラートを4つ用意して伊織と共に誘導されたエピメテウスを迎撃、窮地に陥るも真のヒエムスに助けられる。その際伊織の意志とは無関係にヒエムスを1発殴ったが、伊織いわく「これでチャラ」らしい。迎撃中に右腕を失うが真の援護もあって最後まで戦い抜く。最終話にて、モンデンキント本部にて完全修復されツィードラートを再装備し、さらにテンペスタースを腕にくくり付け、アウリンを止めるべくインベル、ヒエムスと共に出撃。アウリンの差し向けたドロップを破壊し、インベルのためにヒエムスと共に活路を切り開いた後に爆発。その際伊織を乗せたコクピットを強制排除している。
ボディーカラーは黄色とオレンジ。
名前は月の地名「霧の沼」から取られている。
ヌービアム（PROMETHEUS3 NUBILUM）
全高41.61m、重量234.2t
16年前の事件でトゥリアビータが唯一モンデンキントから奪取したiDOL。マスターは如月千早。
千早がインベルを奪取した後は雪歩がマスターとなった。千早が雪歩を連れてきた時から雪歩を見ていたようである。後に「シュープボーラー」（ランチャー）が追加装備された。雪歩と共にトゥリアビータ基地で春香とインベルに対面し交戦、シュープボーラーで量子化した千早をインベルに撃ち込んだ。最後は自分の意志で起動、インベルと雪歩を庇いウルトゥリウスにコアを撃ち抜かれ完全に機能を停止、さらにコアはアウリンに吸収されてしまう。オリジナルの5体の中で最初に消滅したiDOLとなった（最初に「破壊された」のはテンペスタースであるが、「コア自体が消滅した」のはヌービアムが先）。
ボディーカラーは黒と赤。
名前は月の地名「雲の海」を意味する。
テンペスタース（PROMETHEUS4 TEMPESTAS）
全高46.35m、重量256.3t
7年前に起きた事件で行方不明になったiDOL。起動実験中に突如暴走し、マスターである双海真美と共に消失してしまう。
トゥリアビータに拉致された双海亜美の前に突如出現し、雪歩の操縦するヌービアムと千早の操縦するインベルを退けた後、双海真美を亜美に託し自己犠牲同然の行動に出てウルトゥリウスを防ぎコアを残して消滅した。その後モンデンキントによりコアは回収されコア単体で運用された。7年前の暴走は実験中に重傷を負った真美を治癒するためだった。2体のiDOLを一蹴するほど戦闘力は高く、ファンネルのような浮遊砲台も装備している。さらに他のiDOLのコアに干渉し、その動きを止める波動やエピメテウスを引きよせる波動を出すことが可能。最終話でネーブラの腕にくくり付けられ、アウリンへの活路を切り開いた。マスターは双海姉妹。
ボディーカラーは赤色。
名前の由来は月の地名「嵐の大洋」とされる。
ヒエムス（PROMETHEUS5 HIEMS）
全高40.87m、重量249.4t
アイスランドにあるグリムス山に眠っていた最後の1体。隕石除去を行っている他のiDOLとは明らかに異なる細身のフォルムを持つ。
4体のiDOLと共鳴し、その場に居たiDOL全ての機能を停止させた。
本部の命令でアイスランド崩壊の恐れがありながらコアの回収作戦を遂行するが、人命を優先したジョセフの命令で回収は行なわれずリファによって回収された（アイスランド崩壊は春香とインベルによって防がれる）。
マスターは菊地真。他のiDOL（エピメテウスは除く）と違い対iDOL用として作られていて（これは、ヒエムスのボディーがトゥリアビータによって作成されたことによる。ほかのプロメテウスシリーズのボディー艤装はモンデンキントによるもの）、左手がニードルガンのような銃になっている。ネーブラを助けた際、今までのけじめとしてわざとネーブラに殴られるという、見た目と違い男らしい行動を見せた。また、あずさの死を予期して一人涙する真に対して自らの意志を見せ、真の「iDOLの心を認めることに対する迷い」を取り払った。最終話ではモンデンキントにて完全修復され、アウリンを止めるべくネーブラ、インベルと共に出撃。アウリンの差し向けたドロップを破壊、最後はインベルのためにアウリンへの活路を切り開き爆発。その際に真を乗せたコクピットを強制排除している。
ボディーカラーは白と金。
名前の由来は月の地名「冬の湖」からとされる。
エピメテウス（EPIMETHEUS）
全高31.63m、重量227.5t
カイエン・ロ・ウが提唱し開発していた人工的に作られた量産型iDOL。リファからの愛称は「エピちゃん」、圧倒的な性能で真が操るネーブラを翻弄した。
全てのエピメテウスはマスターを必要とせず、人間の意志をデータ化した人工知能で起動しており、遠隔操作されている。そのため完全に破壊しない限り攻撃を続行する。
オリジナルのiDOLと比べて耐久性にやや難がある。マニピュレーターが爪状になっており、腕をワイヤーで射出することができる。
リファが操るエピメテウスは他のエピメテウスと比べて外装が異なっている。
ボディーカラーは青。「エピメテウス」とはプロメテウスの弟のこと。
大群をなしてトゥリアビータ本部に接近するインベルを迎え撃つが、テンペスタースの発する誘導波に引かれてモンデンキントを襲う。ネーブラとヒエムスのタッグに大半を撃墜された上、本部が消滅したためコントロールを失い全機が機能を停止した。

## 作中用語
アイドルマスター
プロメテウスを操縦するパイロットの名称。
iDOLと相性の良い女性（それも少女）しか搭乗できないため、アイドルマスターは女性しか存在しない。
モンデンキントが所有しているiDOL（プロメテウス）は日本にしか配備されておらず、現在確認されているアイドルマスターは全て日本人である。
そのため、モンデンキントジャパン（アイドルマスター課）はオーディションという形に擬装してアイドルマスターを選抜している。
ロストアルテミス
107年前に起きた月崩壊事件の名称。
月崩壊による隕石の落下やそれを原因とした天変地異などで人類は世界人口の4分の1を失い各地に多大なる災害を引き起こした。そしてiDOLの出現が確認されたのもこの事件の直後である。
何故崩壊事件が起きたのかは作中では明かされないが、『アイドルマスター XENOGLOSSIA Sweet Memories』によれば、アウリンの出現により引き起こされたとされている。
コンペイトウ
月の崩壊時にできた月の破片（隕石）。最大で直径150kmに達する物もある。
微細なコンペイトウが障害となるため、有人宇宙飛行や大陸間弾道ミサイル等は実質不可能となっている。同様の理由で人工衛星も長持ちせず、安価な衛星を次々に打ち上げる方法でカバーしている。また、電波障害を引き起こすこともあり、その対策として有線通信が発達している。
微細なコンペイトウが大気圏へ落下し流星群となったものをコンペイトウ・スノーと呼ぶ。
オービタルリング
無数のコンペイトウで形成された、地球を取り巻く4つの環。地球に近いものから「シュガーベルト」「ハニーベルト」「メイプルベルト」「クリームベルト」と呼ばれる。
ドロップ
コンペイトウが地球に落下すると観測された際の名称。
大きさや軌道によって危険度が設定され、危険度は低い物から順にミルク、ミント、メロン、レモン、ピーチ、オレンジ、チェリー、ストロベリーと分類されており、モンデンキントはレモン～ストロベリー級のドロップの破砕を行なっている。
ほとんどの国は核ミサイルやレーザー兵器による破砕を行なっているが、条約で核兵器を持てない日本のみドロップの破砕作業はプロメテウスで行なっている。
MSA（Mondenkind Sturm Armee〔モンデンキント・シュトゥルム・アルメー〕）
モンデンキント本部直属の特殊強襲部隊。
総司令官は朔響。モンデンキントの有事の際には必ず出動しているらしくポートモレスビーの戦いやモンデンキントJPのアイドルマスター課接収の時に姿がみられる。
夜明けの紫月事件（よあけのしげつじけん、Dawn of the Purple moon）
別名「紫月夜事件」。16年前にテル・ロ・ウがカイエン・ロ・ウを刺殺し、モンデンキントを離脱（その際如月千早とヌービアムもともに離脱）。トゥリアビータが発足され、モンデンキントと敵対するようになる。
本編中の台詞では「夜明けの紫月（事件）」で呼称が統一されているが、第1話の冒頭に登場する慰霊碑には「紫月夜事件」と書かれてある。
アイ
プロメテウスの機動キー。片手に収まる長さ程の、オレンジ色に光る棒状の結晶体。通常は専用のホルダーに収められている。
iDOLが遠くの物を見る為の「目」としても機能しているかのような描写がある。
最終話でiDOLが全滅したことに伴い、全てのアイが粒子化・消滅してホルダーだけが残された。
その他、アイドル整備班が使用した整備用アイや、トゥリアビータ秘密基地の動力源である超巨大な「マグナアイ」が存在する。
ハーモナイザー
iDOLが出す微弱な信号を音として認識しiDOLとそのマスターとの同調率を上げ能力を向上させたりする機器。
特殊な機器で一般の人間には扱えず双海亜美以外の人物が使用しても音が雑音にしか聞こえず、亜美以外には使用不可能である。
慣性制御
iDOLに搭載されているシステム。
重力を制御しプロメテウス（エピメテウス）の飛行、地上での運搬、重力レイヤーの展開などを行なえる、人類にとって未知の技術である。
マスターユニゾン
プロメテウスを無人で動かすためのシステム。
起動実験を試みた際にネーブラが拒否反応を示した結果、ネーブラを暴走させてしまった。
『伊織サンシャイン！』ではトゥリアビータの機器という設定で、鹵獲したネーブラやインベルに装着されたものの、最後は自我を取り戻したiDOLが自ら排出した。
ウルトゥリウス
第14話で種子島から打ち上げられ伊織が衛星軌道上に射出した衛星が変形した兵器。3基の衛星を輪のように展開したミラーで連結し、各衛星から展開された重力波プレートと重力レンズからビームを発射する。
極めて大きな威力を誇るが、詳しい原理は不明。
カラスの差し向けたエピメテウスを消し飛ばすも、地上100mで捨て身の盾となったテンペスタースにより防がれた。トゥリアビータ本部に向けて撃った2射目は、ヌービアムのコアを撃ち抜き、トゥリアビータ本部も完全に吹き飛ばした。
十六夜寮（いざよいりょう）
春香・伊織・雪歩・律子が暮らす玉兎高等学校の寮。寮長は律子。
過去にあずさも暮らしていたこともある。寮が古びた建物なのはジョセフの趣味である。
千早が搭乗したインベルの新宿攻撃によって全壊した。
ミシュリンク・プラン
テル・ロ・ウが提唱し研究していた、カーボン生命体（人類）とシリコン生命体（iDOL）の融合体、ミシュリンクを生み出すための計画。
テル・ロ・ウはアウリン解放後に地球という枷を捨て別宇宙に進出するためにミシュリンクを誕生させようとしていた。
最終的には完全体のミシュリンクは完成できずに終わった。
シュメルツオーフェン
24話に登場したiDOLと人間を物理的に融合させる装置。名前はドイツ語で「溶鉱炉」を指す。
インベルに2度目の拒絶をされたことにショックを受けた千早が、インベルとの完全な融合を目論んで起動させた。その能力により千早は自身の身体を粒子体に昇華させることに成功した。しかし、雪歩によりインベルに打ち込まれるも、インベルに完全に拒絶され千早は消滅した。
バスタルト
ミシュリンク・プランにより生み出され、または改造されたが完全体（ミシュリンク）になれなかった存在。必ずどこかに刺青がある。
驚異的な身体能力と不老の身体を得るものの代謝能力に欠陥があり、環境の変化に対応できず活性化剤を投与しなければ機能不全を起こしてしまう。
このことからミシュリンクになれなかった者（失敗作）という意味でバスタルトと呼ばれている。
如月千早と三浦あずさだけでなく、あずさの遺伝子から作られたリファもバスタルトであった。
見かけは人間だが、iDOLとしての性質も持っているため、11話ではヒエムスが復活直前に他のiDOLと共鳴したハーモナイズを出したとき、上述の3人だけ耳をふさぎ苦しんでいた。
アウリン
月崩壊後の地球の地軸を安定させている存在で、iDOL達の生まれ故郷である別宇宙へと続くゲート。
5体のiDOLを集めることでアウリンのゲートが解放される。
トゥリアビータはミシュリンクを完成させアウリンを解放させることで地球を捨て別宇宙に進出しようとしていた。
逆にモンデンキントは現状維持を固持しアウリンの解放を阻止すべくトゥリアビータの計画を妨害している。
最終話での真の発言により、自我ないし判断能力があることが示唆されている。小説『絆』では触手を伸ばしてインベルやヌービアムを攻撃するなど、よりはっきりとした「敵意」が示されている。

## 製作
企画の始まりは2007年3月6日公開のインタビューで「一昨年」と説明されており、バンダイナムコゲームスからサンライズ第8スタジオに『THE IDOLM@STER』のアニメ化の話が持ち込まれた。原案ゲーム版のスタッフである石原章弘は、本作の制作について「サンライズが自由にやっていい」というものだったということを「ほとんどそう」という注釈付きで認めている。
監督は長井龍雪。2005年の暮れ頃にプロデューサーの古里尚丈に「ロボット好き？」と聞かれ、「好き」と答えたのが本作との関わりの始まりだったという。
シリーズ構成・脚本は花田十輝。「『アイドルマスター』をアニメ化したい」ということから『センチメンタルグラフティ』のようなものと想像して打ち合わせに向かったが、ロボット物と聞かされ冗談かと思ったという。しかし打ち合わせをしていた全員が真面目な顔をしていたため、そこで「本気なんだ」と気付いたという。
基本設定は長井が作り、そこに花田が原作のキャラクターを割り振っていった。キャラクターデザインは竹内浩志によるもので、古里の要望で「手描きアニメでの表現手法として1番メリットのある方法」でデザインされており、元のデザインを踏襲しつつアニメ版の性格や立ち位置に合わせたアレンジが加わっている。ロボットは阿久津潤一が、古里や長井の「ユンボやブルドーザーのような重機のイメージ」「戦闘用に見えない」といった要望に応えデザインしている。音楽は『蒼穹のファフナー』などを担当した斉藤恒芳によるもので、古里からは「豪華な仕上がり」と称されている。
| 原案                       | バンダイナムコゲームス「THE IDOLM@STER」より |
| 原作                       | 矢立肇                                       |
| 監督                       | 長井龍雪                                     |
| シリーズ構成               | 花田十輝                                     |
| キャラクターデザイン       | 竹内浩志                                     |
| メカニックデザイン（iDOL） | 阿久津潤一                                   |
| ゲストメカニックデザイン   | 大河広行                                     |
| セットデザイン             | 青木智由紀                                   |
| 特殊設定                   | 森田繁                                       |
| 美術監督                   | 徳田俊之                                     |
| 色彩設計                   | 横山さよ子                                   |
| 撮影監督                   | 大石英勝                                     |
| 編集                       | 関一彦                                       |
| 音楽                       | 斉藤恒芳                                     |
| 音響監督                   | 鶴岡陽太                                     |
| 録音プロデューサー         | 杉山好美                                     |
| 音楽プロデューサー         | 井上俊次、佐保歌名世                         |
| プロデューサー             | 古里尚丈、轟豊太                             |
| 企画・制作                 | サンライズ                                   |
| 製作                       | サンライズ、バンダイビジュアル               |

## 主題歌・挿入歌
オープニングテーマ
「微熱S.O.S!!」（第2話-第15話）
作詞 - 畑亜貴 / 作曲 - 黒須克彦 / 編曲 - 大久保薫 / 歌 - 橋本みゆき
- 第26話では挿入歌で使用。

「残酷よ希望となれ」（第16話-第25話）
作詞 - 畑亜貴 / 作曲・編曲 - 虹音 / 歌 - 結城アイラ
- 第26話ではエンディングで使用。

エンディングテーマ
「悠久の旅人〜Dear Boy」（第1話-第25話）
作詞 - こだまさおり / 作曲・編曲 - 前澤寛之 / 歌 - Snow*

挿入歌
「恋だもん〜初級編〜」（第2.5.7.8.9.13.15.16.20.22話）
作詞 - 畑亜貴 / 作曲 - 田代智一 / 編曲 - 菊谷知樹 / 歌 - 高槻やよい（小清水亜美）
「LIVE for LOVE」（第5.17話）
作詞 - 畑亜貴 / 作曲・編曲 - 黒須克彦 / 歌 - 天海春香（井口裕香）
「ムーンライト・ラビリンス」（第13話）
作詞 - 畑亜貴 / 作曲 - 黒須克彦 / 編曲 - 虹音 / 歌 - 橋本みゆき
「夏空のブローチ」（第16話）
作詞・作曲 - rino / 編曲 - 虹音 / 歌 - 天海春香（井口裕香）

## OP・EDリスト
| 使用話数                   | 使用曲                     | 絵コンテ                   | 演出                       | 作画監督                                  |
| オープニングアニメーション | オープニングアニメーション | オープニングアニメーション | オープニングアニメーション | オープニングアニメーション                |
| -------------------------- | -------------------------- | -------------------------- | -------------------------- | ----------------------------------------- |
| 第2話 - 第15話             | 微熱S.O.S!!                | 長井龍雪 椛島洋介          | 長井龍雪                   | 竹内浩志（キャラクター） 椛島洋介（メカ） |
| 第16話 - 第25話            | 残酷よ希望となれ           | 長井龍雪 椛島洋介          | 長井龍雪                   | 竹内浩志（キャラクター） 椛島洋介（メカ） |
| エンディングアニメーション |                            |                            |                            |                                           |
| 第1話 - 第25話             | 悠久の旅人〜Dear Boy       | 長井龍雪                   | 長井龍雪                   | 竹内浩志                                  |

## 各話リスト
| 話数 | サブタイトル           | 脚本                | 絵コンテ          | 演出                | 作画監督                                                  |
| ---- | ---------------------- | ------------------- | ----------------- | ------------------- | --------------------------------------------------------- |
| 1    | 上京ペンギン           | 花田十輝            | 長井龍雪          | 小野学 宅野誠起     | 竹内浩志（スタジオ・ライブ, キャラクター） 大塚健（メカ） |
| 2    | アイドルのマスター     | 花田十輝            | 小野学            | 小野学              | 椛島洋介                                                  |
| 3    | アイドルとマスター     | 花田十輝            | 久城りおん        | 久城りおん          | 大坪幸麿（キャラクター） 市川敬三（メカ）                 |
| 4    | 餃子とアメリカンドッグ | 花田十輝            | 吉田徹            | 吉田徹              | 森下博光（キャラクター） 市川敬三（メカ）                 |
| 5    | 冷たい手、温かい手     | 植竹須美男          | 宅野誠起          | 宅野誠起            | 稲吉智重                                                  |
| 6    | 高度二万米             | 吉野弘幸            | 小野学            | 小野学              | 竹内浩志（キャラクター） 大塚健（メカ）                   |
| 7    | ただいま。おかえり。   | 花田十輝            | 久城りおん        | 久城りおん          | 大坪幸麿（キャラクター） 牟田口裕基（メカ）               |
| 8    | コンペイトウ夜話       | 山田靖智            | 玉川達文          | 玉川達文            | 椛島洋介                                                  |
| 9    | 鍵盤                   | 花田十輝            | 吉田徹            | 吉田徹              | 森下博光（キャラクター） 吉田徹（メカ）                   |
| 10   | 不協和音【雑音】       | 植竹須美男          | 玉川達文          | 宅野誠起            | 稲吉朝子（キャラクター） 市川敬三（メカ）                 |
| 11   | ニヴルヘイム           | 吉野弘幸            | 小野学            | 小野学              | 竹内浩志（キャラクター） 大塚健（メカ）                   |
| 12   | ムスペルヘイム         | 吉野弘幸            | 久城りおん        | 久城りおん          | 大坪幸麿（キャラクター） 西井正典（メカ）                 |
| 13   | 501号室                | 花田十輝            | 玉川達文          | 玉川達文            | 稲吉智重                                                  |
| 14   | なんかうごきづらい     | 森田繁              | 渡邊哲哉          | 吉田徹              | 森下博光（キャラクター） 吉田徹（メカ）                   |
| 15   | 格納庫天国             | 山田靖智            | 小野学            | 小野学              | 椛島洋介                                                  |
| 16   | アイドルとアイドル     | 植竹須美男 花田十輝 | 長井龍雪          | 桜美かつし          | 倉田綾子                                                  |
| 17   | 迷子の兎               | 植竹須美男          | 長井龍雪 宅野誠起 | 宅野誠起            | しんぼたくろう 高瀬健一 (中村プロダクション)              |
| 18   | 夜                     | 森田繁              | 久城りおん        | 久城りおん          | 大坪幸麿（キャラクター） 西井正典（メカ）                 |
| 19   | サヨナラ               | 花田十輝            | 小野学            | 吉村章              | 森下博光（キャラクター） 大塚健（メカ）                   |
| 20   | かえりみち             | 花田十輝            | 玉川達文          | 玉川達文            | 小泉初栄                                                  |
| 21   | 最後の・プリン         | 山田靖智            | 渡邊哲哉          | 渡邊哲哉            | 稲吉朝子 小渕陽介                                         |
| 22   | 鍵とバット             | 森田繁              | 長井龍雪          | 桜美かつし          | 倉田綾子                                                  |
| 23   | RUN!                   | 花田十輝            | 松尾衡            | 玉川達文            | 稲吉智重（キャラクター） 椛島洋介（メカ）                 |
| 24   | 復興暦百八年           | 花田十輝            | 大橋誉志光        | 宅野誠起            | 森下博光（キャラクター） 市川敬三（メカ）                 |
| 25   | 春の雪                 | 花田十輝            | 渡邊哲哉          | 渡邊哲哉            | 稲吉朝子（キャラクター） 大塚健（メカ）                   |
| 26   | 月とペンギン           | 花田十輝            | 長井龍雪          | 桜美かつし 長井龍雪 | 竹内浩志（キャラクター） 西井正典・椛島洋介（メカ）       |

## 放送局
| 放送地域   | 放送局         | 放送期間                       | 放送日時                                                                                        | 放送区分       | 備考             |
| ---------- | -------------- | ------------------------------ | ----------------------------------------------------------------------------------------------- | -------------- | ---------------- |
| 北海道     | テレビ北海道   | 2007年4月2日 - 9月24日         | 月曜 26:30 - 27:00                                                                              | テレビ東京系列 |                  |
| 近畿広域圏 | 関西テレビ     | 2007年4月3日 - 9月25日         | 火曜 26:23 - 26:53                                                                              | フジテレビ系列 |                  |
| 千葉県     | チバテレビ     | 2007年4月4日 - 9月26日         | 水曜 25:30 - 26:00                                                                              | 独立UHF局      |                  |
| 埼玉県     | テレ玉         | 2007年4月4日 - 9月26日         | 水曜 26:00 - 26:30                                                                              | 独立UHF局      |                  |
| 神奈川県   | tvk            | 2007年4月7日 - 9月29日         | 土曜 25:00 - 25:30                                                                              | 独立UHF局      |                  |
| 福岡県     | TVQ九州放送    | 2007年4月7日 - 9月29日         | 土曜 27:40 - 28:10                                                                              | テレビ東京系列 |                  |
| 中京広域圏 | 中京テレビ     | 2007年5月21日 - 10月1日        | 5月21日・5月28日：27:09 - 28:09 5月23日：27:12 - 28:12 6月4日：25:36 - 27:06 月曜 27:09 - 27:39 | 日本テレビ系列 | [ 42 ]           |
| 日本全域   | @nifty         | 2007年4月9日 - 10月1日         | 月曜 17:00 更新                                                                                 | ネット配信     |                  |
| 日本全域   | AT-X           | 2007年5月21日 - 11月12日       | 月曜 10:30 - 11:00                                                                              | CS放送         | リピート放送あり |
| 日本全域   | チャンネルNECO | 2011年11月28日 - 2012年5月28日 | 月曜 24:30 - 25:00                                                                              | CS放送         | リピート放送あり |

### 中京広域圏での放送について
前述のとおり中京テレビがネットしたが、当初は東海テレビ（フジテレビ系列）で放送されると告知されていた。しかし、これは制作側の不手際によるもので、元々東海テレビでの放送予定は無く、放送開始予定日直前の4月27日になって「同局での放送は中止」と発表された。その後、代替として中京テレビがネットする事になった。ちなみに中京テレビの放送では、他のネット局から6週間も遅れているという状況を打開するため、上記のような異例の編成を行った。

## 映像特典
DVD各巻収録の短編映像特典（レンタル版には未収録）。全8話+エピローグ。毎回2人のキャラが解説者となって本編で語れなかった設定や裏話などを解説する。あと若干サービスシーンも披露。サブタイトルはアイドル歌手のシングルタイトルより。
1. 十六夜寮へようこそ!
2. なんてったってアイドル!
3. 小麦色のマーメイド
4. 私がオバさんになっても☆
5. 春なのに
6. 世界中の誰よりきっと
7. SWEET MEMORIES
8. 恋しさと せつなさと 心強さと
9. オリジナルエピローグ版 第26話「月とペンギン」

また、DVD1巻の初回特典としてキャストのコメントやアフレコ風景を収録したDVD「アイドルマスターを探せ！」が付属した。

## 漫画
『月刊コンプエース』VOL.012（2007年2月発売）から2008年3月号にかけて連載された。脚本は涼風涼、作画は黒崎まいりである。アシスタントにはロリータ・成人向け漫画を手掛ける作家のこけこっこ☆こまも名を連ねており、彼の作画に当作品の名残がある。単行本は角川書店より全1巻が発売された。第1巻以降も連載は続いたが、これらに関しては単行本化の予定はないと黒崎が自らの公式サイト上で述べている。このため、単行本化されなかった残りのエピソードを読むには同誌のバックナンバーを入手する以外に方法がない。
- 矢立肇（原作）・涼風涼（脚本）・黒崎まいり（作画） 『アイドルマスター XENOGLOSSIA』 角川書店〈角川コミックス・エース〉、2007年09月21日発売[47]、ISBN 978-4-04-713967-1

アニメとの主な相違点
- アニメではアイドルマスターのことは極秘にされているが、漫画では公になっている。また、本編冒頭ではオリジナルのインベルを含め9機のiDOLが同時に登場した。このとき、1機の機体には「I-doll m@ss production model」のロゴが見られることから、iDOLの量産機が生産されていることが判る。
- 春香とインベルの出会いやインベルのマスターになる過程が異なる。また、他のキャラクターやiDOLも、所属や立場がかなり異なっている場合がある。モンデンキント自体は存在している（iDOLにモンデンキントのロゴがあるのが確認できる）が、ジャパンアイドルマスター課は存在せず、ジョセフは玉兎高等学校の教頭、朔は教師になっている。また、トゥリアビータも高校として登場しており、カラスはその副校長になっている。それぞれの詳細については、上記の登場人物紹介の漫画版の項を参照。玉兎高等学校やトゥリアビータ高校は普通の学校のように使われており、一応アイドルマスター養成学校ではあるが、アイドルマスターを目指さなくても入学できる。
- キャラクターの頭身が大幅に縮まっている。作画担当の黒崎まいりは、単行本1巻のあとがきで「キャラは丸いですね えぇ、丸いですよ」と述べている。

## 小説
アイドルマスター XENOGLOSSIA 〜絆〜
『月刊ドラゴンマガジン』（富士見書房）2007年7月号から11月号にかけて連載された。文庫版は2007年11月20日に発売。
- 矢立肇（原作）・涼風涼（著）・Ein（イラスト） 『アイドルマスター XENOGLOSSIA 〜絆〜』 富士見書房〈富士見ファンタジア文庫〉、2007年11月20日発売、ISBN 978-4-04-068013-2

アイドルマスター XENOGLOSSIA 伊織サンシャイン!
『キャラの!』（ホビージャパン）2007年8月号から2008年2月号にかけて連載された。文庫版は2008年3月1日に『アイドルマスター XENOGLOSSIA 伊織サンシャイン!＋』というタイトルで発売。
- 矢立肇（原作）・涼風涼（著）・シコルスキー（イラスト） 『アイドルマスター XENOGLOSSIA 伊織サンシャイン!＋』 ホビージャパン〈HJ文庫〉、2008年3月1日発売、ISBN 978-4-04-068013-2

## 関連CD
全てのCDの発売元：ランティス 販売元：キングレコード。

### ドラマCD
- TVアニメ「アイドルマスター XENOGLOSSIA」CDドラマ Vol.1 週間十六夜寮（2007年6月6日発売）
- TVアニメ「アイドルマスター XENOGLOSSIA」CDドラマ Vol.2 週間モンデンキント（2007年8月8日発売）
- TVアニメ「アイドルマスター XENOGLOSSIA」CDドラマ Vol.3 週間アイドルマスター（2007年11月7日発売）

### サウンドトラック
- アイドルマスター XENOGLOSSIA オリジナルサウンドトラックvol.1『IMBER』（2007年6月27日発売）
- アイドルマスター XENOGLOSSIA オリジナルサウンドトラックvol.2『NUBILUM』（2007年9月5日発売）

### キャラクターソングアルバム
iDOLのハーモナイズ数値上昇に1980年代から1990年代のロボットアニメの曲が効果があるという事が判りアイドルマスター達がその曲を歌ってみるというコンセプトのもと、出演声優たちが歴代のサンライズロボットアニメ（2人除く）を歌う。第2弾のメンバーは第1弾のメンバーが訓練中留守にしていたことに文句をつけての訓練という設定になっている。
| 曲名 | オリジナル歌手        | 作詞         | 作曲       | 編曲     | 歌手                     | 作品名                       | 年代   |
| --- | --------------------- | ------------ | ---------- | -------- | ------------------------ | ---------------------------- | ------ |
| アイドルマスター XENOGLOSSIA キャラクターアルバム Vol.1「熱唱！巨大（サンライズ）ロボットアニメソング 無敵」（2007年8月22日発売） |                       |              |            |          |                          |                              |        |
| ドリーム・シフト | SILK                  | 篠原仁志     | 和泉一弥   | 山口俊樹 | 天海春香（井口裕香）     | 絶対無敵ライジンオー         | 1991年 |
| 炎のさだめ | TETSU                 | 高橋良輔     | 乾裕樹     | 前澤寛之 | 菊地真（喜多村英梨）     | 装甲騎兵ボトムズ             | 1983年 |
| Shining☆Days | 栗林みな実            | 栗林みな実   | 飯塚昌明   | 飯塚昌明 | 秋月律子（中原麻衣）     | 舞-HiME                      | 2004年 |
| 風の未来へ | 佐藤有香              | 山田ひろし   | 井上徳雄   | 岡ナオキ | 双海亜美（名塚佳織）     | 伝説の勇者ダ・ガーン         | 1992年 |
| ダンバインとぶ | MIO                   | 井萩麒       | 網倉一也   | 岡ナオキ | 如月千早（清水香里）     | 聖戦士ダンバイン             | 1983年 |
| 微熱S.O.S!!〜TV size〜 | 橋本みゆき            | 畑亜貴       | 黒須克彦   | 大久保薫 | 天海春香（井口裕香）     | アイドルマスター XENOGLOSSIA | 2007年 |
| アイドルマスター XENOGLOSSIA キャラクターアルバム Vol.2「熱唱！巨大（サンライズ）ロボットアニメソング 嵐」（2007年10月10日発売）  |                       |              |            |          |                          |                              |        |
| アイアンリーガー〜限りなき使命〜                                                                                                  | 谷本憲彦              | 白井覚       | 由比正雪   | 前澤寛之 | 水瀬伊織（田村ゆかり）   | 疾風!アイアンリーガー        | 1993年 |
| Dream☆Wing | 栗林みな実            | 栗林みな実   | 栗林みな実 | 飯塚昌明 | 高槻やよい（小清水亜美） | 舞-乙HiME                    | 2005年 |
| メロスのように-LONELY WAY- | AIRMAIL from NAGASAKI | 秋元康       | 中崎英也   | 上野義雄 | 萩原雪歩（堀江由衣）     | 蒼き流星SPTレイズナー        | 1985年 |
| 疾風ザブングル | 串田アキラ            | 井荻麟       | 馬飼野康二 | 上野義雄 | 双海真美（斎藤桃子）     | 戦闘メカ ザブングル          | 1982年 |
| エルガイム-Time for L.GAIM- | MIO                   | 売野雅勇     | 筒美京平   | 上野義雄 | 三浦あずさ（櫻井智）     | 重戦機エルガイム             | 1984年 |
| 悠久の旅人〜Dear boy 〜TV size〜                                                                                                  | Snow*                 | こだまさおり | 前澤寛之   | 前澤寛之 | 天海春香（井口裕香）     | アイドルマスター XENOGLOSSIA | 2007年 |

### ベストアルバム
アイドルマスター XENOGLOSSIA BEST COLLECTION（2008年2月6日発売）
主題歌とCD化されていない挿入歌、書き下ろしの主題歌メドレーと劇中で使われた一部のBGMを収録。

## ラジオ
春香とやよいの弥生式らじお
ランティスウェブラジオ、BEAT☆Net Radio!、niftyにて配信された。パーソナリティは井口裕香（天海春香役）、小清水亜美（高槻やよい役）。

## ゲーム
スーパーロボット大戦X-Ω（バンダイナムコエンターテインメント）
ロボット作品が共演するクロスオーバーゲーム「スーパーロボット大戦シリーズ」のひとつであるスマートフォン（iOS/Android）用アプリ。本作品が2015年12月18日から同年12月28日まで期間限定で参戦した。2015年がアイドルマスターシリーズ10周年であることから『XENOGLOSSIA』にもスポットが当てられればと考えられていた中で、2015年5月ごろに参戦の話が進められた。
2017年9月には再参戦を果たし、原案ゲームのアニメ版スピンオフ作品の「無尽合体キサラギ」やシリーズ作品の「アイドルマスター シンデレラガールズ」とのコラボレーションが行われた。